# ギリシャ国王の一覧
ギリシャ国王の一覧（ギリシャこくおうのいちらん）では近代ギリシャ王国（1832年 - 1924年、1935年 - 1941年、1944年 - 1974年）の国王について列挙する。オソン1世のみがギリシャ国王の称号を用い、その後継者であるゲオルギオス1世以降はギリシャ人の王の称号を用いた。 
1832年から1862年までヴィッテルスバッハ家が統治し、それ以降はグリュックスブルク家（グリクシンブルグ家）が統治した。

## ヴィッテルスバッハ家
| 代 | 肖像画 | 名前      | 生没年                       | 即位         | 退位                    |
| -- | ------ | --------- | ---------------------------- | ------------ | ----------------------- |
| 1  |        | オソン1世 | 1815年6月1日 - 1867年7月26日 | 1832年2月6日 | 1862年10月23日 （廃位） |

## グリュックスブルク家
| 代   | 肖像画 | 名前                         | 生没年                         | 即位                                                        | 退位                                                         |
| ---- | ------ | ---------------------------- | ------------------------------ | ----------------------------------------------------------- | ------------------------------------------------------------ |
| 2    |        | ゲオルギオス1世              | 1845年12月24日 - 1913年3月18日 | 1863年3月30日                                               | 1913年3月18日 （暗殺）                                       |
| 3    |        | コンスタンティノス1世        | 1868年8月2日 - 1923年1月11日   | 1913年3月18日                                               | 1917年6月11日 （退位）                                       |
| 4    |        | アレクサンドロス1世          | 1893年8月1日 - 1920年10月25日  | 1917年6月11日                                               | 1920年10月25日 （死去）                                      |
| 摂政 |        | パヴロス・クンドゥリオティス | 1855年4月9日 - 1935年8月22日   | 1920年10月25日 （摂政就任）                                 | 1920年11月17日 （辞任）                                      |
| 摂政 |        | オルガ （ゲオルギオス1世妃） | 1851年9月3日 - 1926年6月18日   | 1920年11月20日 （摂政就任）                                 | 1920年12月19日 （辞任）                                      |
| 5    |        | コンスタンティノス1世        | 1868年8月2日 - 1923年1月11日   | 1920年12月19日 （復位）                                     | 1922年9月27日 （廃位）                                       |
| 6    |        | ゲオルギオス2世              | 1890年7月20日 - 1947年4月1日   | 1922年9月27日 （即位） 1935年11月3日 （王政復古により復位） | 1924年3月25日 （共和政移行により廃位） 1947年4月1日 （死去） |
| 7    |        | パウロス1世                  | 1901年12月14日 - 1964年3月6日  | 1947年4月1日                                                | 1964年3月6日 （死去）                                        |
| 8    |        | コンスタンティノス2世        | 1940年6月2日 - 2023年1月10日   | 1964年3月6日                                                | 1967年12月13日 （亡命） 1973年6月1日 （王政廃止により廃位）  |